# Lista de bandeiras da Rússia
Esta é uma lista das bandeiras usadas na Rússia.

## Bandeira nacional
| Bandeira | Data           | Uso                         | Descrição |
| -------- | -------------- | --------------------------- | --- |
|          | 1993– presente | Bandeira nacional da Rússia | Uma bandeira tricolor composta por três listras horizontais de igual largura, sendo a de cima branca, a do meio azul e a de baixo vermelha. Em 20 de janeiro de 1705, começou a ser usado oficialmente em navios civis. Foi mencionado pela primeira vez no século XVII. |

## Bandeira presidencial
| Bandeira | Data | Uso                              | Descrição                                                                                     |
| -------- | ---- | -------------------------------- | --------------------------------------------------------------------------------------------- |
|          |      | Bandeira do Presidente da Rússia | Uma versão quadrada da bandeira russa com a águia bicéfala dourada do brasão russo no centro. |

## Bandeiras militares
| Bandeira | Data                     | Uso                                                       | Descrição |
| -------- | ------------------------ | --------------------------------------------------------- | --- |
|          | 1945- presente           | Bandeira militar histórica                                | Bandeira militar histórica. Foi erguido no edifício do Reichstag em Berlim em 1945. Suas cópias dele são usadas para celebrar o Dia da Vitória. |
|          | 1712-1917 1991– presente | Bandeira de Santo André: Bandeira da Marinha da Rússia    | Uma sautor de Santo André em um fundo branco.                                                                                                   |
|          |                          | Bandeira de Santo André Bandeira de proa da Marinha Russa | Um sautor de Santo André da bandeira da Marinha em uma cruz branca sobre fundo vermelho.                                                        |
|          |                          | Bandeira das Forças Terrestres da Rússia                  | |
|          |                          | Bandeira da Força Aérea Russa                             | |
|          |                          | Bandeira das Tropas Aerotransportadas da Federação Russa  | Duas faixas horizontais de larguras diferentes, sendo a superior azul e a inferior verde, com o emblema das Tropas Aerotransportadas no centro. |
|          |                          | Bandeira das Forças de Mísseis Estratégicos               | |

## Bandeiras históricas

### Bandeiras e pavilhões nacionais
| Bandeira  | Data                                 | Uso | Descrição |
| --------- | ------------------------------------ | --- | --- |
|           | 1668-1693                            | Pavilhão civil do Czarado da Rússia | Possível versão da bandeira que foi usada na fragata Oriol (em russo: Орёл). Não está provado. |
|           | 1696-1721                            | Pavilhão civil do Czarado da Rússia | O tricolor de Pedro, o Grande, era a bandeira mercantil do Império Russo. No entanto, as bandeiras usadas pelo exército russo eram bandeiras regimentais com a águia de duas cabeças, o símbolo imperial oficial, no centro. A bandeira imperial era a águia negra de duas cabeças implantada em uma Bandeira Dourada, representando o Império e o Imperador, o governante absoluto da Rússia. Quando a bandeira preta, amarela e branca estava em uso entre 1858 e 1896, a bandeira branca, azul e vermelha ainda era usada como insígnia mercantil. |
| 1721-1896 | Pavilhão civil do Império Russo      | | O tricolor de Pedro, o Grande, era a bandeira mercantil do Império Russo. No entanto, as bandeiras usadas pelo exército russo eram bandeiras regimentais com a águia de duas cabeças, o símbolo imperial oficial, no centro. A bandeira imperial era a águia negra de duas cabeças implantada em uma Bandeira Dourada, representando o Império e o Imperador, o governante absoluto da Rússia. Quando a bandeira preta, amarela e branca estava em uso entre 1858 e 1896, a bandeira branca, azul e vermelha ainda era usada como insígnia mercantil. |
|           | 1858-1896                            | Bandeira do Império Russo | Em 11 de junho de 1858, por decreto de Alexandre II, as cores heráldicas do Império foram aprovadas para bandeiras, estandartes e outros elementos (cortinas, rosetas, etc.). Tornou-se a primeira bandeira do Estado da Rússia em 1865. A bandeira branca, azul e vermelha foi reintroduzida em 1883, mas a preta, amarela e branca permaneceu em uso até ser completamente substituída em todas as circunstâncias em 1896. |
|           | 1896-1917                            | Bandeira do Império Russo | Em 28 de abril de 1883, Alexandre III ele modificou o decreto de 1858 "sobre bandeiras para decorar edifícios em ocasiões solenes" para substituí-las exclusivamente pelas cores branco, azul e vermelho. Isso significava que a bandeira branca, azul e vermelha agora seria usada em terra, além do mar. Substituiu completamente a bandeira preta, amarela e branca quando se tornou a única bandeira nacional oficial a tempo para a coroação de Nicolau II em 1896. |
| 1917–1918 | Bandeira nacional da República Russa | O Governo Provisório Russo e a República Russa eles continuaram a usar a mesma bandeira depois que a monarquia foi derrubada na Revolução de Fevereiro. Durante a Guerra Civil Russa, também foi usado pelo Estado Russo em 1918-1920 e pela Guarda Branca em geral até sua derrota em 1923. | |
| 1918–1920 | Bandeira nacional do Estado russo    | O Governo Provisório Russo e a República Russa eles continuaram a usar a mesma bandeira depois que a monarquia foi derrubada na Revolução de Fevereiro. Durante a Guerra Civil Russa, também foi usado pelo Estado Russo em 1918-1920 e pela Guarda Branca em geral até sua derrota em 1923. | |
|           | 1918-1937                            | Bandeira do estado da República Socialista Federativa Soviética da Rússia | A primeira bandeira da República Socialista Federativa Soviética da Rússia foi estabelecida por decreto em 13 de abril de 1918. No entanto, a lei nunca forneceu um desenho ou representação oficial. Em vez disso, uma simples bandeira vermelha era comumente usada. A descrição do decreto dizia que "a bandeira da República russa é colocada sobre uma bandeira vermelha com a inscrição: República Federativa Soviética Socialista Russa (em russo: Российская Советская Федеративная Социалистическая Республика)". No entanto, o decreto não especifica o tom exato de vermelho usado na bandeira, nem a localização e o tamanho exatos da inscrição, a proporção da própria bandeira e a cor e fonte das palavras. Não há evidências que sugiram que tal bandeira tenha sido produzida e usada. Mais tarde naquele ano, em 17 de junho de 1918, foi estabelecido um decreto sobre a nova bandeira Estadual da RSFSR. Desta vez, a lei forneceu uma imagem oficial para a bandeira. A proporção da bandeira era 1: 2, localizada no canto superior esquerdo, as letras "R. S. F. S. R" apareciam na fonte eslava antiga e eram cercadas por uma borda dourada. |
|           | 1937-1954                            | Bandeira do estado da República Socialista Federativa Soviética da Rússia | Bandeira vermelha com a abreviatura estilizada "RSFSR" em letras cirílicas douradas no cantão de honra. |
|           | 1954-1991                            | Bandeira do estado da República Socialista Federativa Soviética da Rússia | Bandeira da União Soviética com uma faixa vertical azul no lado do chifre |
|           | 1991-1993                            | Bandeira do estado da República Socialista Federativa Soviética da Rússia | Bandeira da RSFS da Rússia desde 1 de novembro de 1991 (de facto desde 22 de agosto de 1991, após o golpe Estado de agosto) até 11 de dezembro de 1993. |

### Bandeiras da União Soviética
| Bandeira | Data      | Uso                                   | Descrição |
| -------- | --------- | ------------------------------------- | --- |
|          | 1922-1923 | Bandeira do estado da União Soviética | A primeira bandeira da União Soviética é uma bandeira vermelha com o brasão de armas no centro e bordas brancas.       |
|          | 1923-1924 | Bandeira do estado da União Soviética | A segunda bandeira da União Soviética com o cantão com fibras douradas, adotada logo após o fim da Guerra Civil Russa. |
|          | 1924-1936 | Bandeira do estado da União Soviética | A terceira bandeira da União Soviética.                                                                                |
|          | 1936-1955 | Bandeira do estado da União Soviética | A quarta bandeira da União Soviética, este desenho foi usado com destaque durante a Segunda Guerra Mundial .           |
|          | 1955-1991 | Bandeira do estado da União Soviética | A quinta e última bandeira da União Soviética.                                                                         |

### Bandeiras pessoais

#### Estandartes imperiais
| Bandeira | Data      | Uso                                  | Descrição                     |
| -------- | --------- | ------------------------------------ | ----------------------------- |
|          | 1858-1917 | Estandarte Imperial do Império Russo | Bandeira amarela com o escudo |

#### Bandeiras presidenciais
| Bandeira | Data | Uso                                                                          | Descrição                                                   |
| -------- | ---- | ---------------------------------------------------------------------------- | ----------------------------------------------------------- |
|          | 1991 | Bandeira Presidencial da República Socialista Federativa Soviética da Rússia | Padrão presidencial usado apenas por Boris Iéltsin em 1994. |

### Propostas
| Bandeira | Data       | Uso                                                                       | Descrição |
| -------- | ---------- | ------------------------------------------------------------------------- | --- |
|          | 1914       | Bandeira nacional do Império Russo                                        | Uma bandeira tricolor de listras horizontais, branca, azul e vermelha, com um cantão amarelo ostentando o brasão. Introduzida como bandeira para uso privado no início da Primeira Guerra Mundial, em 8 de setembro de 1914, sua introdução como bandeira nacional foi planejada para depois da guerra, por isso nunca foi oficialmente adotada. [carece de fontes?] |
|          | 1948, 1949 | Bandeira do Estado da República Socialista Federativa Soviética da Rússia | O artista Alexey Kokorekin [ru] criou uma proposta para a bandeira estadual da RSFSR. Ele acrescentou listras horizontais brancas e azuis na parte inferior; ambas as listras ocupavam 1/6 da altura da bandeira. |
|          | c. 1949    | Bandeira do Estado da República Socialista Federativa Soviética da Rússia | Outra proposta com o tradicional tricolor russo na parte inferior. |
|          | c. 1950    | Bandeira do Estado da República Socialista Federativa Soviética da Rússia | Mikhail Rodionov criou outra proposta para a bandeira nacional da RSFSR. Consistia em uma bandeira tricolor tradicional e uma foice e um martelo no meio da bandeira. Por causa de sua proposta, ele foi acusado de ser antissovietismo em 1950, no caso Leningrado.                                                                                                 |